# لاشا گورولی
لاشا گورولی (انگلیسی: Lasha Guruli؛ زادهٔ ۲۷ اوت ۱۹۹۶) بوکسور اهل گرجستان است.